# Lecythidaceae

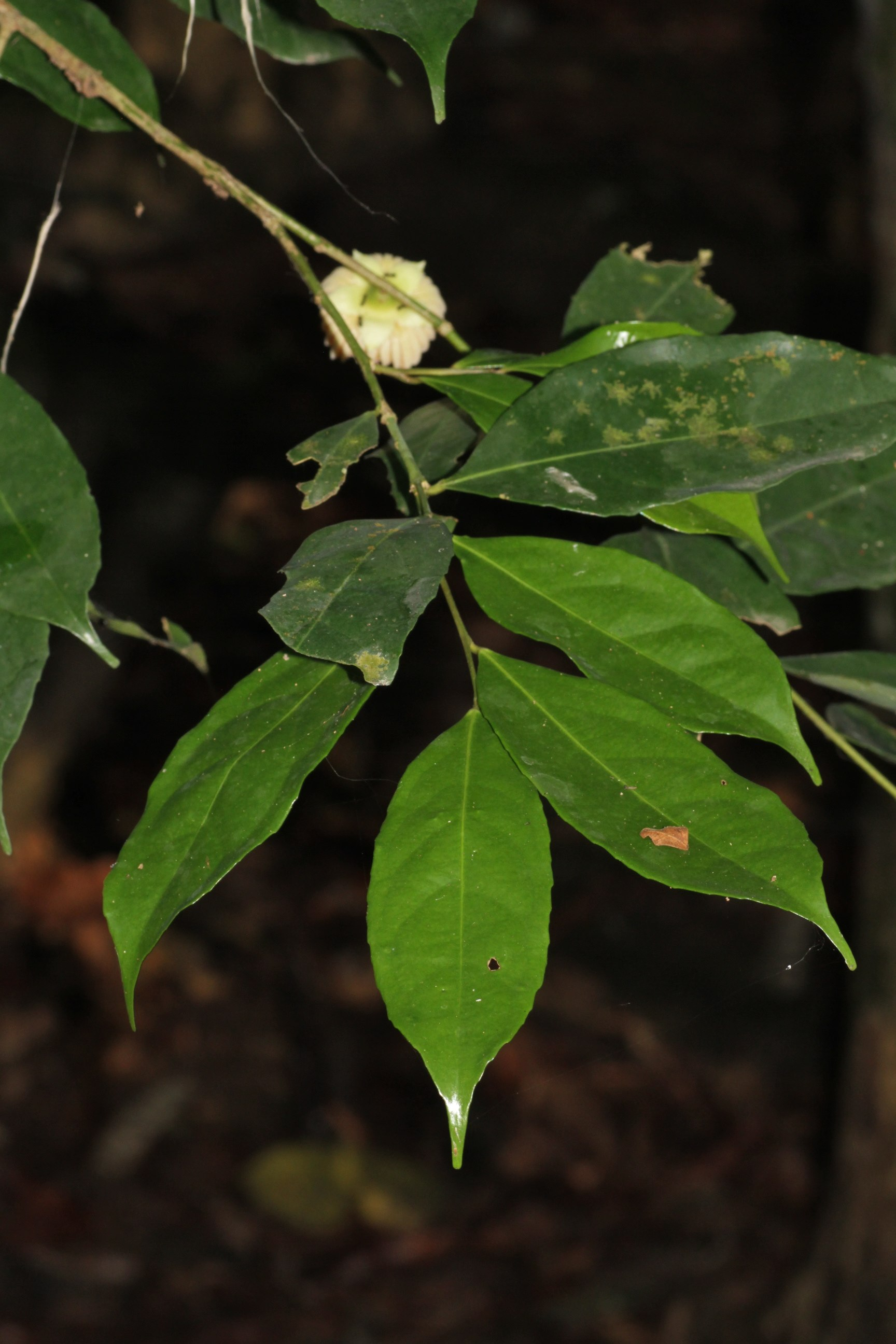
Folhas de Lecythidaceae

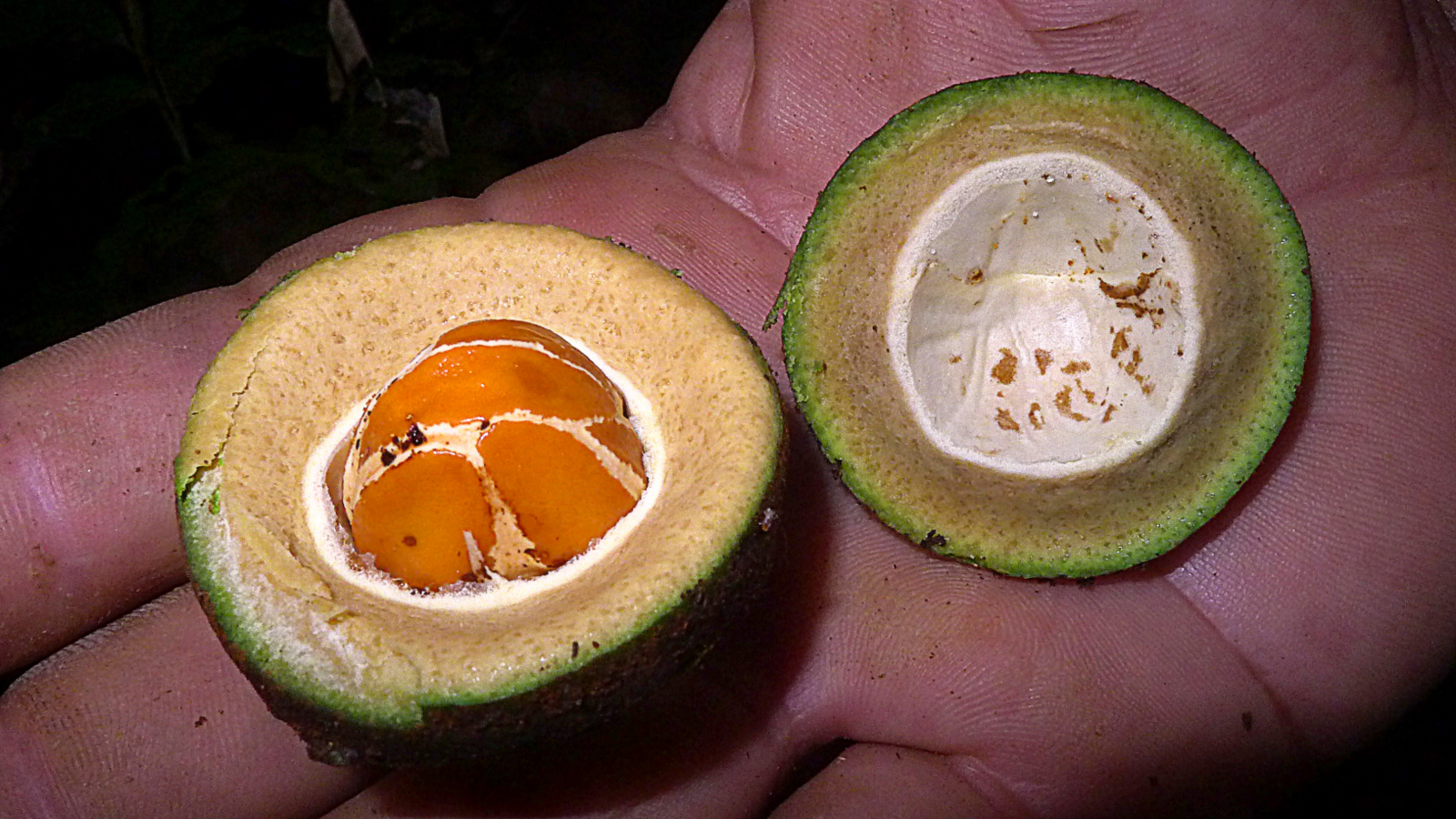
Fruto de Eschweilera sp.

Lecythidaceae é uma família botânica de angiospermas, ou seja, plantas que possuem flor. Um dos mais famosos gêneros é o Bertholletia, que inclui Bertholletia excelsa (castanha do Pará ou castanha do Brasil). Outro gênero pertencente à esta família é Lecythis, que engloba Lecythis pisonis (sampucaia). Esta família consiste aproximado de 20 gêneros e um número de 250-300 espécies.
Variam desde árvores de grande porte até arbustos ou lianas que podem ocorrer ocasionalmente. Apresentam em seu caule feixes vasculares corticais às vezes com canais de mucilagem e substâncias de defesa como tanino. Possuem também saponinas triterpenoides, glicosídeos provenientes do metabolismo secundário vegetal, como no caso da Castanha-da-índia em que estes possuem propriedades anti-inflamatórias e antiedematosas.

## Morfologia

### Folhas
As folhas podem ser dísticas, simples, inteiras ou denteadas. Apresentam venação peninérvea e estípulas pequenas e caducas ou ausência destas.

### Frutos
Os frutos da família são em cápsula, que normalmente é grande e dura e de deiscência circuncisa (com um opérculo). Às vezes esta cápsula pode ser  indeiscente, em drupa ou em noz. Quando imaturo, apresenta um exudato na região de inserção do fruto com o pedúnculo. Possuem exocarpo de cor castanho escuro, mesocarpo castanho claro e mais espesso e endocarpo semelhante ao exocarpo, também de coloração castanho escura.

### Flores
As flores possuem inflorescências indeterminadas, terminais ou axilares, podendo às vezes encontrarem-se reduzidas à uma flor solitária. As flores são bissexuais, podendo ser radiais ou até mesmo bilaterais devido ao desenvolvimento incomum do androceu. São polinizadas por diversas abelhas e vespas e até mesmo morcegos. Apresentam pétalas 4, 6 ou 8, raramente 12 ou 18 e sépalas normalmente 4-6, em geral livres ou podendo estar ausentes. Há estames numerosos, onde os mais próximos do gineceu se desenvolvem antes. Em alguns gêneros mais especializados a porção fusionada é assimétrica e produzida em um lado da flor, formando uma estrutura aplanada que pode curvar-se sobre o ovário, onde alguns podem haver estames reduzidos e modificados em estaminódios.

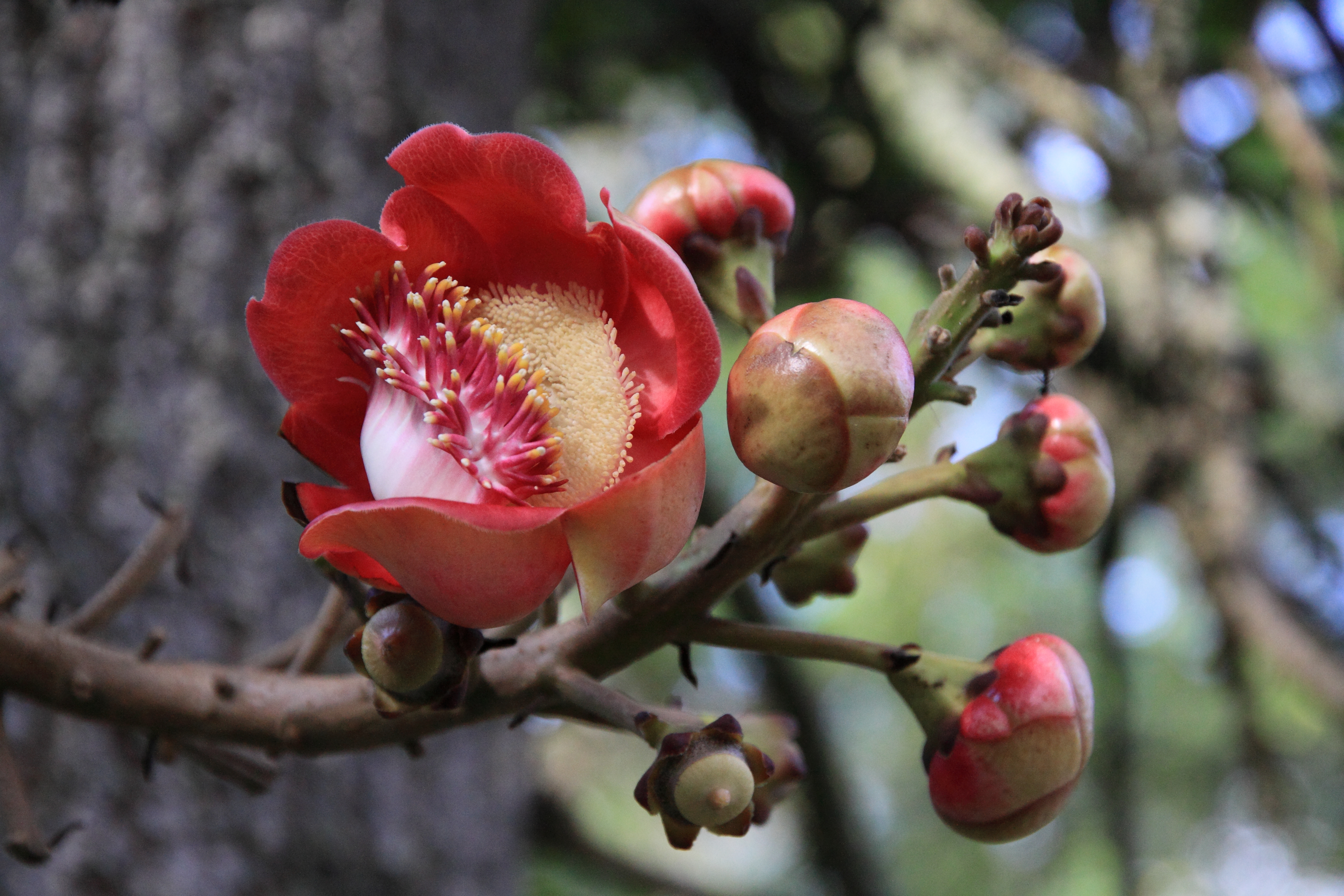
Flor de Couroupita guianensis, da popularmente conhecida Abricó-de-macaco.

### Sementes
As sementes são grandes, providas de arilo carnoso ou achatadas na forma de asa. Apresentam embrião grande e oleoso, normalmente com hipocótilo muito espesso. Podem ser dispersas por uma grande variedade de animais (mamíferos, como roedores, macacos e morcegos, e diversas aves e peixes) que são atraídos pelas sementes ariladas.  São constituídas por duas camadas de tegumento: a testa, mais externa, em tons castanhos claros, opaca, rugosa e com linhas de fratura por sua extensão, e o tégmen, mais interno, membranoso e castanho mais escuro que a testa.

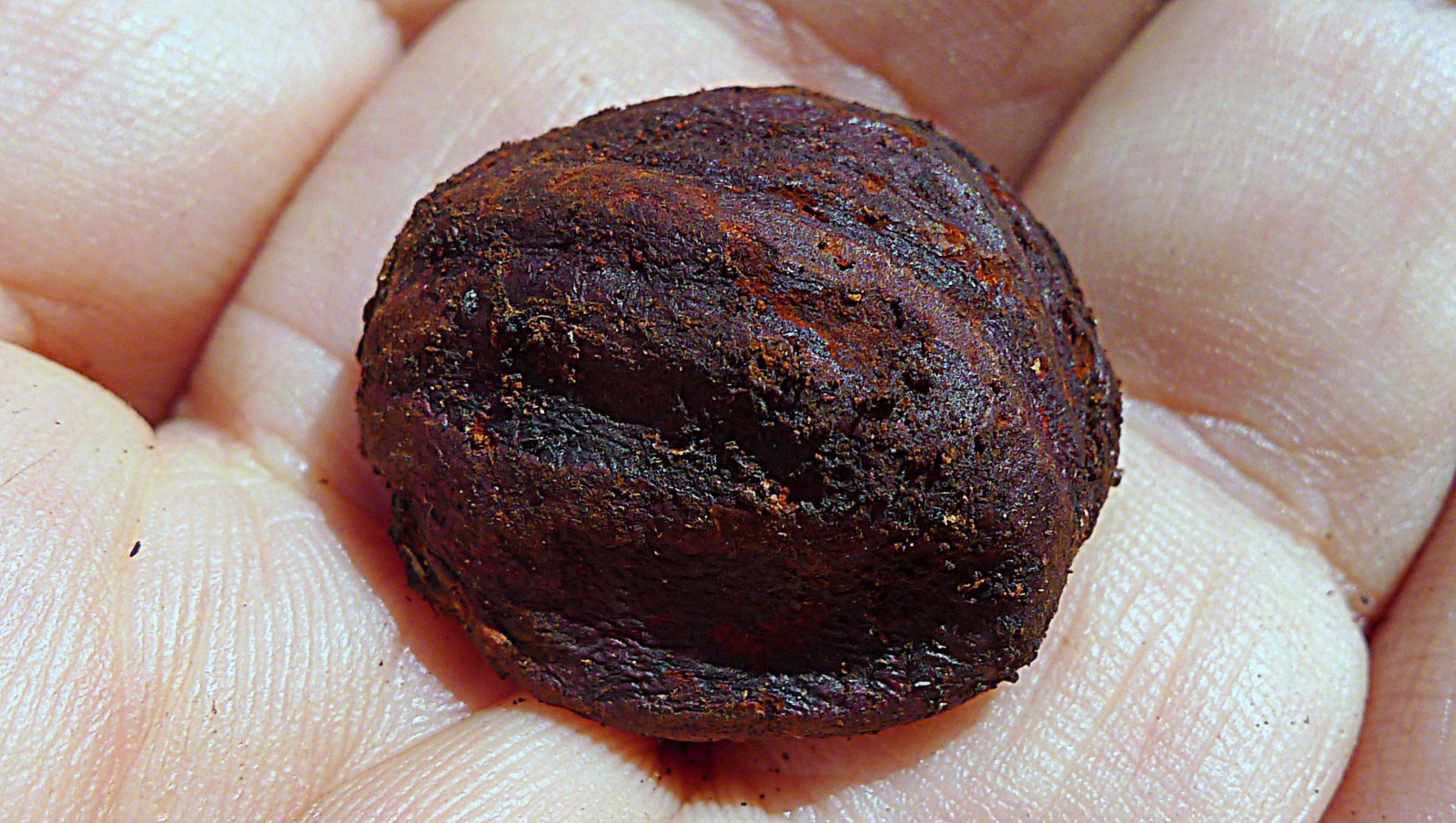
Semente de Lecythidaceae

## Distribuição no Brasil
Os membros desta família estão espalhados em diversos ambientes com climas distintos. Os domínios fitogeográficos que são encontrados são Caatinga, Mata Atlântica, Cerrado e Amazônia.
Em relação às suas regiões de ocorrência, encontram-se em todas as regiões brasileiras, sendo registrados em 27 estados:
Norte, nos estados do Acre, Amazonas, Amapá, Pará, Rondônia, Roraima e Tocantins.
Nordeste, em Alagoas, Bahia, Ceará, Maranhão, Pernambuco, Paraíba, Piauí, Rio Grande do Norte e Sergipe.
Centro-Oeste, no Distrito Federal, Goiás, Mato Grosso e Mato Grosso do Sul.
Sudeste, no Espírito Santo, Minas Gerais, Rio de Janeiro e São Paulo.
Sul, nos estados do Paraná e Santa Catarina.

## Filogenia
Há caracteres morfológicos e sequências moleculares envolvendo nucleotídeos de cpDNA que sustentam a monofilia de Lecythidaceae. Esta família compõe-se de cinco clados principais, os quais às vezes podem ser considerados como subfamílias. Estes clados incluem: Napoleonaea e Crateranthus (Napoleonaedoidea), que constituem o grupo-irmão dos outros gêneros da família e formam um clado geralmente identificado pela presença de anteras extrosas, androceu incomum com uma fileira externa de estaminódios fusionados e formando uma pseudocorola radial, e também pela perda de pétalas. O segundo clado que distingue-se dos outros abrange Asteranthos, Oubanguia, Scytopetalum formando Scytopetaloidea; onde este clado é característico pela presença de sementes com endosperma ruminado. A maior parte das espécies pertence à Barringtonioideae (Barringtonia, Planchonia e taxa afins), que constitui um clado reconhecido pela presença de pólen com colpos fusionados e pela redução para uma única semente no fruto. Lecythidoideae se restringe aos neotrópicos e constitui a maior subfamília, contendo grandes gêneros como Bertholletia, Couroupita, Eschweilera, Grias, Gustavia e Lecythis, sendo a família que contém todos os gêneros com flores zigomórficas. O número cromossômico haploide 17 sustenta a monofilia do grupo.

## Dispersão
As flores de Lecythidaceae normalmente são grandes e vistosas, sendo polinizadas por abelhas e vespas. Há também a tendência evolutiva de flores  radiais com muitos estames, que acabam disponibilizando o pólen como recompensa. No geral, até as flores zigomorfas com estames reduzidos (e muitos estaminódios) atraem abelhas à procura de néctar. O néctar é secretado por estaminódios modificados em algumas espécies derivadas. Ocorre também atração de diversos animais como mamíferos roedores e morcegos e aves e peixes em busca de suas sementes ariladas ou pelos frutos que possuem parede interna que pode ser consumida.  Há também dispersão por meio da água em alguns taxa como  Allantoma e alguns pequenos números de espécies como Cariniana e Couratari) que são dispersas pelo vento e apresentam arilo modificado em formato de asa.

## Gêneros

### GêneroAbdulmajidia
- Abdulmajidia chaniana
- Abdulmajidia maxwelliana

### GêneroAllantoma
- Allantoma lineata

### GêneroBarrigntonia
- Barringtonia
- Barringtonia acutangula
- Barringtonia apiculata
- Barringtonia ashtonii
- Barringtonia asiatica
- Barringtonia augusta
- Barringtonia belagaensis
- Barringtonia calyptrata
- Barringtonia calyptrocalyx
- Barringtonia conoidea
- Barringtonia corneri
- Barringtonia curranii
- Barringtonia edulis
- Barringtonia filirachis
- Barringtonia fusiformis
- Barringtonia gigantostachya
- Barringtonia hallieri
- Barringtonia havilandii
- Barringtonia integrifolia
- Barringtonia josephstaalensis
- Barringtonia khaoluangensis
- Barringtonia lanceolata
- Barringtonia lauterbachii
- Barringtonia longifolia
- Barringtonia longisepala
- Barringtonia macrocarpa
- Barringtonia macrostachya
- Barringtonia maunwongythiae
- Barringtonia neocaletonica
- Barringtonia niedenzuana
- Barringtonia novae
- Barringtonia palawanensis
- Barringtonia papeh
- Barringtonia papuana
- Barringtonia pauciflora
- Barringtonia payensiana
- Barringtonia pendula
- Barringtonia petiolata
- Barringtonia procera
- Barringtonia pseudoglomerata
- Barringtonia pterita
- Barringtonia racemosa
- Barringtonia reticulata
- Barringtonia revoluta
- Barringtonia ridsdalei
- Barringtonia rimata
- Barringtonia sampensis
- Barringtonia sarawakensis
- Barringtonia sarcotachys
- Barringtonia scortechinii
- Barringtonia seaturae
- Barringtonia terengganuensis
- Barringtonia waasii

### GêneroBertholletia
- Bertholletia excelsa

### GêneroCareya
- Careya arborea
- Careya herbacea
- Careya valida

### GêneroCariniana
- Cariniana decandra
- Cariniana domestica
- Cariniana estrellensis
- Cariniana ianeirensis
- Cariniana kuhlmanni
- Cariniana legalis
- Cariniana micrantha
- Cariniana multiflora
- Cariniana pachyantha
- Cariniana parvifolia
- Cariniana pauciramosa
- Cariniana pyriformis
- Cariniana rubra
- Cariniana uaupensis

### GêneroCouratari
- Couratari alta
- Couratari amapaensis
- Couratari labriculata
- Couratari rimosa
- Couratari asterophora
- Couratari asterotricha
- Couratari atrovinosa
- Couratari calycina
- Couratari gloriosa
- Couratari guianensis
- Couratari longipedicellata
- Couratari macrosperma
- Couratari multiflora
- Couratari oblongifolia
- Couratari oligantha
- Couratari prancel
- Couratari pyramidata
- Couratari riparia
- Couratari sandwithill
- Couratari scottmorii
- Courataru stellata
- Couratari tauari
- Couratari tenuicarpa

### GêneroCouroupita
- Couroupita guianenses
- Couroupita nicaraguarensis
- Couroupita subsessils

### GêneroCrateranthus
- Crateranthus congofensis
- Crateranthus latestui
- Crateranthus talbotii

### GêneroEschweilera
- Eschweilera alata
- Eschweilera albiflora
- Eschweilera alvimii
- Eschweilera amazonicformis
- Eschweilera amplexifolia
- Eschweilera andina
- Eschweilera antioquensis
- Eschweilera apiculata
- Eschweilera atropetiolata
- Eschweilera baguensis
- Eschweilera beebei
- Eschweilera bogotensis
- Eschweilera boltenii
- Eschweilera bracteosa
- Eschweilera cabrerana
- Eschweilera calyculata
- Eschweilera carinata
- Eschweilera caudiculata
- Eschweilera chartaceifolia
- Eschweilera colina
- Eschweilera complanata
- Eschweilera compressa
- Eschweilera congestiflora
- Eschweilera coriacea
- Eschweilera costaricensis
- Eschweilera cyathiformis
- Eschweilera decolorans
- Eschweilera eperuetorum
- Eschweilera fanshawei
- Eschweilera gigantea
- Eschweilera grandiflora
- Eschweilera hondurensis
- Eschweilera intefricalyx
- Eschweilera integrifolia
- Eschweilera itayensis
- Eschweilera jacquelyniae
- Eschweilera juruensis
- Eschweilera klugii
- Eschweilera laevicarpa
- Eschweilera longipedicellat]
- Eschweilera longirachis
- Eschweilera macrocarpa
- Eschweilera mattos-silvae
- Eschweilera mexicana
- Eschweilera micrantha
- Eschweilera microcalyx
- Eschweilera nana
- Eschweilera neblinensis
- Eschweilera neei
- Eschweilera obversa
- Eschweilera ovalifolia
- Eschweilera ovata
- Eschweilera pachyderma
- Eschweilera panamensis
- Eschweilera paniculata
- Eschweilera parviflora
- Eschweilera pedicellata
- Eschweilera perumbonata
- Eschweilera piresii
- Eschweilera pittieri
- Eschweilera potaroensis
- Eschweilera praealta
- Eschweilera pseudodecolorans
- Eschweilera punctata
- Eschweilera rabeliana
- Eschweilera rankiniae
- Eschweilera revoluta
- Eschweilera rhododendrifolia
- Eschweilera rimbachiii
- Eschweilera rionegrense
- Eschweilera rodriguesiana
- Eschweilera roraimensis
- Eschweilera rufifolia
- Eschweilera sagotiana
- Eschweilera sclerophylla
- Eschweilera sessilis
- Eschweilera simiorum
- Eschweilera squamata
- Eschweilera subcordata
- Eschweilera subglandulosa
- Eschweilera tenax
- Eschweilera tenuifolia
- Eschweilera tessmannii
- Eschweilera tetrapetala
- [Eschweilera truncata]]
- Eschweilera venezuelica
- Eschweilera wachenheimii

### GêneroFoetidia
- Foetidia africana
- Foetidia asymetrica
- Foetidia capuronii
- Foetidia clusioides
- Foetidia cuneata
- Foetidia delphinensis
- Foetidia dracaenoides
- Foetidia macrocarpa
- Foetidia mauritiana
- Foetidia obliqua
- Foetidia ophirensis
- Foetidia pterocarpa
- Foetidia retusa
- Foetidia rodriguesiana
- Foetidia rubescens
- Foetidia sambiranensis
- Foetidia vohemarensis

### GêneroGrias
- Grias cauliflora
- Grias colombiana
- Grias haughtii
- Grias longirachis
- Grias multinervia
- Grias neuberthii
- Grias peruviana

### GêneroLecythis
- Lecythis alutacea
- Lecythis ampla
- Lecythis barnebyi
- Lecythis brancoensis
- Lecythis chartacea
- Lecythis confertiflora
- Lecythis corrugata
- Lecythis gracieana
- Lecythis holcogyne
- Lecythis idatimon
- Lecythis lanceolata
- Lecythis lurida
- Lecythis mesophylla
- Lecythis minor
- Lecythis ollaria
- Lecythis parvifruccta
- Lecythis persistens
- Lecythis pisonis
- Lecythis pneumatophora
- Lecythis poiteaui
- Lecythis prancel
- Lecythis retusa
- Lecythis schomburgkii
- Lecythus schwackei
- Lecythus serrata
- Lecythus tuyrana
- Lecythus zabucajo

### GêneroPetersianthus
- Petersianthus macrocarpus
- Petersianthus quadrialatos

### GêneroPlanchonia
- Planchonia andamanica
- Planchonia brevistipitata
- Planchonia careya
- Planchonia grandis
- Planchonia papuana
- Planchonia spectabilis
- Planchonia timorensis
- Planchonia valida

## Gêneros no Brasil[4]
- Allantoma
- Asteranthos
- Berthollletia
- Cariniana
- Corythophora
- Couratari
- Couroupita
- Eschweilera
- Grias
- Custavia
- Lecythis

Algumas espécies importantes:
Eschweilera ovata
Lecythis lurida
L. pisonis
E. pedicellata
Gustavia augusta
Couratari macrosperma